# Aeródromo Chañaral
El Aeródromo Chañaral (OACI: SCRA) es un terminal aéreo ubicado junto a la ciudad de Chañaral, Provincia de Chañaral, Región de Atacama, Chile. Este aeródromo es de carácter público.